# Алданский щит
Алда́нский щит — выступ докембрийского фундамента (кратона), находящийся в России в юго-восточной части Сибирской платформы.
Алданский щит по расположению практически совпадает с Алданским нагорьем.
На Алданском щите расположено единственное известное в мире месторождение чароита — Сиреневый Камень.